# Wilhelm Mantels

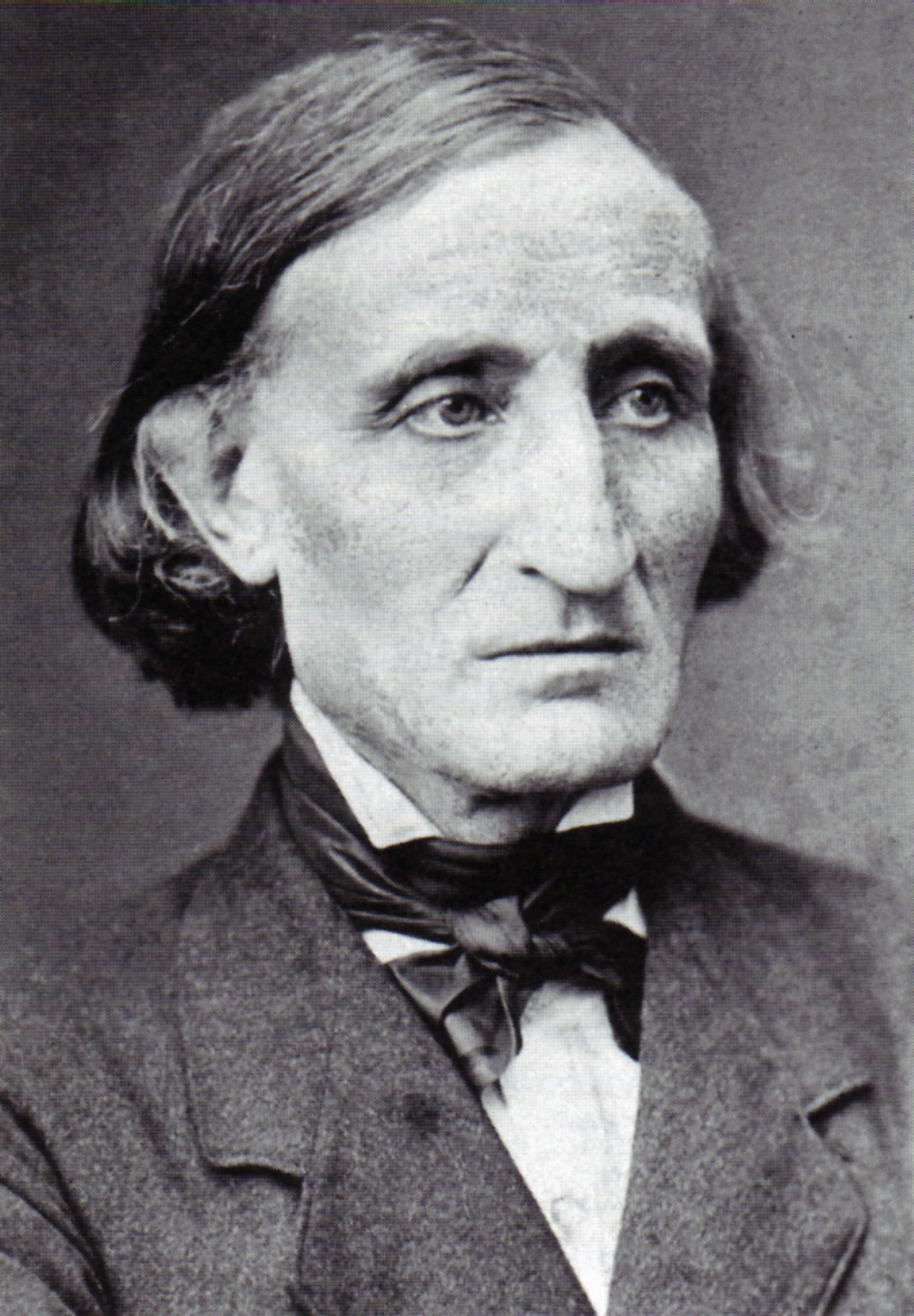
Wilhelm Mantels

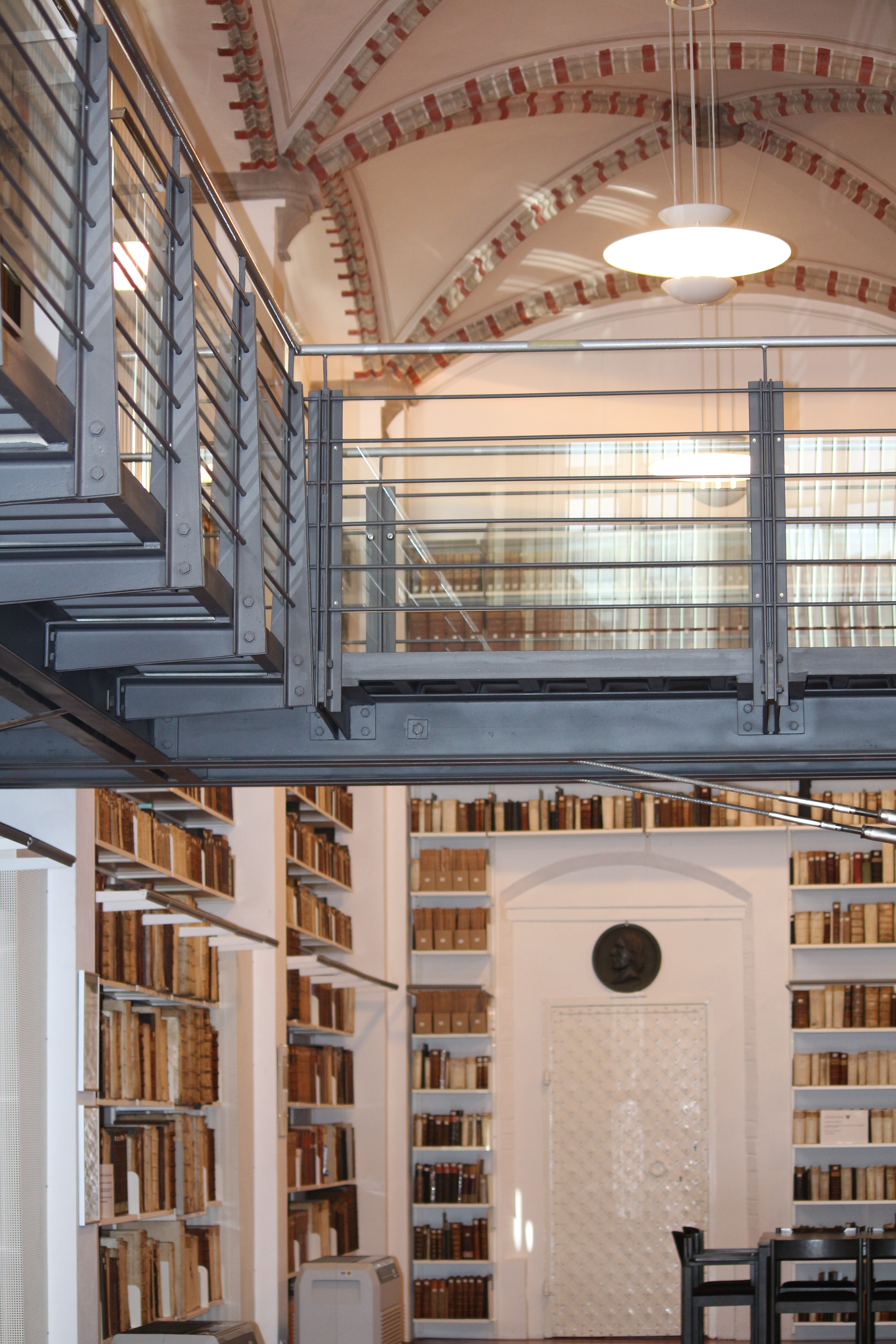
Mantelssaal der Lübecker Stadtbibliothek

Friedrich Wilhelm Mantels (* 17. Juni 1816 in Hamburg; † 8. Juni 1879 in Lübeck) war ein deutscher Pädagoge, Historiker und Bibliothekar.

## Biografie
Mantels wurde in Hamburg geboren. Er stammte aus einer Handwerkerfamilie, die zunächst im Hannoverschen beheimatet war. Sein Vater war als Makler tätig, führte dann zusätzlich das Glasergeschäft seines Schwiegervaters weiter, strebte aber trotz seiner praktischen Fähigkeiten nach einer höheren Bildung. 1826 zog die Familie nach Lübeck um und Sohn Wilhelm (sein Rufname) als ältester Spross von insgesamt acht Geschwistern sollte nun diesen Weg zu gehobener Qualifikation einschlagen. Denn Wilhelm trat in das Katharineum zu Lübeck ein, wo er den überwiegenden Teil der weiterführenden Schulzeit bis 1834 verbrachte. In dieser angesehenen Schule begegnete er u. a. Emanuel Geibel, Georg Curtius, Marcus von Niebuhr, ja sogar Theodor Storm. 1834 jedoch wechselten die Eltern zurück nach Hamburg. Daher machte Wilhelm am dortigen Akademischen Gymnasium seinen Abschluss. Nach dem Abitur studierte er 1836 zunächst Theologie, dann Philologie an der Universität Berlin, später an den Universitäten Leipzig und München. Zu den genannten Studienfächern traten später noch Altertumswissenschaft, Geschichte und neuere Sprachen hinzu. Dieses allzu breite Fächerspektrum engte sich dann im späteren praktischen Schuldienst auf die Fächer Latein, Deutsch und Geschichte ein. Als sich sein Münchener Traum eines Griechenlandaufenthaltes zerschlug, ging es zurück nach Norddeutschland, wo er, wie damals nicht selten, als Hauslehrer begann. Nach erfolgreichem Examen 1843 erlangte er in Lübeck eine Beschäftigung im Erziehungsinstitut von Ernst Deecke, einer Pensionsanstalt für Schüler des Katharineums. Eine Vertretungstätigkeit an dieser Schule, 1846, ebnete ihm dort den Einstieg, zunächst als Hilfslehrer ("Collaborator".) Er engagierte sich dort in der Gruppe Jung-Lübeck für eine konservativ-liberale Erneuerung. Er wurde am Katharineum 1853 zum Gymnasial-Professor ernannt und wirkte dort bis zu seinem Ruhestand 1874. Diese feste Position ermöglichte es ihm, sein Wirkungsspektrum über den schulischen Rahmen hinaus durch verschiedene ehrenamtliche, meist historisch-wissenschaftlich orientierte Aufgaben und Ämter in Vereinen und Gesellschaften auszuweiten.
Als Autor begann er zunächst mit einer, seiner einzigen philologischen, Veröffentlichung in Form eines Schulprogramms über die Fabeln des Babrios. Diese Arbeit führte ihn auf das deutsche Tierepos, insbesondere den Reynke de vos, der bei Hans van Ghetelen in Lübeck 1498 erstmals in mittelniederdeutscher Sprache gedruckt worden war und damit auf die Lübecker Inkunabeln insgesamt. Als Historiker ist Mantels mit zahlreichen Beiträgen zur Geschichte Lübecks und der Hanse hervorgetreten. Mit seinen zahlreichen Aufsätzen bereicherte er insbesondere die ZVLGA und die Hansischen Geschichtsblätter. Einige Veröffentlichungen (zum Lübecker Totentanz oder über die mittelalterlichen Siegel in der Stadt Lübeck) entstanden in engem Zusammenwirken mit Carl Julius Milde. Für die Allgemeine Deutsche Biographie lieferte er zahlreiche Biografien. Er wurde auch damit beauftragt die „Lübecker Chroniken“ als Folge der vom Erlanger Professor Hegel eingeleiteten Chroniken der niederdeutschen Städte zu verfassen. Als Mantels jedoch vor deren Fertigstellung verstarb, wurde dem Hamburger Karl Koppmann die Weiterführung seiner Arbeiten übertragen.
1845 trat er in den "Verein für Lübeckische Geschichte (und Altertumskunde)" ein, dessen Vorsitz er 1870 übernahm. Im gleichen Jahr war er beteiligt an der Gründung des "Hansischen Geschichtsvereins" in Stralsund und wurde dessen Vorsitzender im Folgejahr. Das waren keine unverbindlichen Ehrenämter, sondern Mitarbeit war gefragt. Mantel gab seit 1854 das Lübeckische Urkundenbuch (Bände 2–5) heraus. Seit 1855 edierte er die Zeitschrift des Lübecker Geschichtsvereins. Bei den "Hansischen Geschichtsblättern" wirkte er als Mitherausgeber, Autor und Rezensent mit. Zu nennen wären noch weitere Ausgaben: "Hansische Geschichtsquellen" (zwei Bände), "Hanserezesse" (ebenfalls zwei Bände) und ein Band des "Hansischen Urkundenbuchs". Zu seinem historischen Arbeitsfeld kamen noch andere Verpflichtungen hinzu: sein Direktorat bei der "Gesellschaft zur Beförderung gemeinnütziger Tätigkeit", sein Mitwirken in der Marienkirche bei Umbauten oder dem Erhalt kirchlicher Altertümer. Ebenso setzte er sich für die Erhaltung des Holstentores und anderer lübeckischer Bauten ein. Dass er dann auch noch Mitglied des Oberschulkollegiums war, Vorsteher des Schullehrerseminars, sich beim Verein für niederdeutsche Sprachforschung, 1875 in Hamburg gegründet, engagierte, lässt doch die Frage aufkommen, wie er das alles geschafft hat. Kritische Begleiter deuteten "eine Zersplitterung seiner Kräfte" an.
Am 21. Juli 1862 wurde Mantels vom Senat das Amt des Stadtbibliothekars anvertraut. Er sollte die Arbeit von Ernst Deecke (1805–1862) weiterführen. Mantels übernahm damit eine zusätzliche Aufgabe zu seiner Lehrtätigkeit. Letztlich war das eine ehrenamtliche Tätigkeit, die zu seinem enormen Aufgabenkatalog hinzutrat. Es war fast zwangsläufig, dass die Verwaltung die Pflichtstundenzahl Mantels' deutlich reduzieren musste. Auch zu einer zusätzlichen Vergütung zu seinem Jahresgehalt (als Gymnasiallehrer) fand man sich bereit. Dieser Zusatzbetrag wurde auf bis zu 500 Mark damaliger Währung (beim Jahresgehalt) erhöht. Damit war es nicht getan. Ein Bibliotheksgehilfe und der Kustos der Schule (teilzeitverpflichtet) genügten nicht, so dass ein zweiter Gehilfe eingestellt werden musste. Schon damals war den Verantwortlichen bewusst, dass demnächst eine hauptamtliche und auch professionelle Bibliotheksleitung benötigt würde. Immerhin hatte Mantels die Akzessionslisten zu ergänzen, Kataloge zu führen oder zu verbessern und Jahresstatistiken zu erarbeiten. Er war sogar am Ausleihgeschäft beteiligt. Mantels bewies bei der Bibliotheksleitung den Blick für Wesentliches. Zu nennen wäre hier die Aufstockung der Mittel für Neuankäufe, die er von 4.000 auf 5.000 Mark (pro Jahr) zu steigern verstand, und zum anderen die Erweiterung der Stellfläche für
Bücher. Denn noch spielte sich der Bibliotheksbetrieb in den mittelalterlichen Räumen ("Scharbausaal" und angrenzende Räume) ab. Es gelang Mantels, bei der damaligen politischen Führung einen Neubau durchzusetzen, und zwar einen Anbau an die mittelalterliche Bausubstanz im Stil der Neogotik. Dieses Gebäude wurde also mit dem Baukörper des ehemaligen Katharinenklosters eng verbunden. Geschickt war es, dass das Katharineum im Untergeschoss und die Stadtbibliothek im oberen den Nutzen haben sollte. Das war gut durchsetzbar. Für reine Verwaltungszwecke erhielt die Bibliothek von der Schule ein paar Zimmer zur Nutzung.
Daher war man beim Konzept des "Mantels-Saals" frei und schuf 1877 nach altem Vorbild eine Saalbibliothek, deren angedachte Galerie jedoch nicht realisiert werden konnte. Die anwachsenden Buchzugänge machten es bald erforderlich, im Büchersaal hohe Regale aufzustellen, so dass der Saalcharakter bald in ein Büchermagazin mit hohen Holzregalen und Mittelgang umfunktioniert wurde. Lediglich war hier und da ein Bearbeitungstisch dazwischengeschoben. Kleine Ablagegestelle gab es zum Mittelgang hin bei jeder Regalachse. Aufgehellt wurde diese Situation nur durch wenige Bilder. Im Falle der Mittelachse fiel der Blick auf Johannes Kirchmann (1575–1643), den Bibliotheksgründer und ersten Bibliothekar, der zugleich Rektor des Katharineums war. Nach Wolfenbütteler Vorbild wurde dieser Büchersaal mit der schon früher erstrebten Büchergalerie und raumhohen Wandregalen vom Lübecker Architekten Klaus Mai 1995 neugestaltet. Als Foyer für den Scharbausaal, Konferenz- und Vortragsraum wird er regelmäßig genutzt und hält das Gedenken an Friedrich Wilhelm Mantels lebendig. Ein Mantels-Bildnis als ovales Relief (Medaillon), über einer Tür angebracht, erinnert an den Hanseforscher und Bibliothekar. Sein Nachfolger als Bibliothekar wurde Carl Curtius.
Seit 1848 war Mantels mit Henriette, geb. Nölting verheiratet, der Tochter des Konsuls Christian Adolf Nölting. Das Paar, das bis kurz vor Mantels' Tod eine Dienstwohnung im Katharineum mit direktem Zugang zur Stadtbibliothek bewohnte, hatte acht Kinder.

## Werke
- Ueber die Fabeln Babrios.(Programm des Catharineums) Lübeck: Schmidt, 1846.
- Ueber die beiden ältesten Lübeckischen Bürgermatrikeln.(Einladung zu den … angeordneten öffentlichen Prüfungen und Redeübungen der Schüler des Catharineums in Lübeck) Lübeck: Rathsbuchdruckerei, 1854.
- Lübeck und Marquard von Westensee. Lübeck: Rohden, 1856.
- Herr Thidemann von Güstrow, Bürgermeister der Stadt Lübeck, im vierzehnten Jahrhundert, nach den Quellen geschildert.Lübeck: (s. n.), 1858.
- Dat Lob ener framen Husfruwen und Een Schipper-Nachtleed, up olden Bökern up dat nye upgelecht unde dem Herren Schipscumdanten Friedr. Wilh. Adolph Nölting unde siner jungen Husfruwen Wilhelmine Marie Luise Nolte am Dage Barnabae MDCCCLXIII. Lübeck: Schmidt (1863).
- Aus dem Memorial oder Geheim-Buche des Lübecker Krämers Hinrich Dunkelgud. Von 1479 bis 1517. Lübeck: Rahtgens, 1866.
- Der Todtentanz in der Marienkirche zu Lübeck, gezeichnet von C. J. Milde und mit Text von Wilhelm Mantels, Lübeck: Verl. Graphische Werkstätten, 1866. Neuauflagen Lübeck 1989, 1993; Dräger Druck, 1997
- Der im Jahre 1376 zu Köln beschlossene zweite hanseatische Pfundzoll. Schulprogramm des Katharineums. (Einladung zu den Prüfungen und Redeübungen der Schüler des Catharineums zu Lübeck) Lübeck: Rathsbuchdruckerei, 1862.
- Brun Warendorp. Ein Scherflein zur Stralsunder Säcularfeier am 24. Mai 1870.S. l., 1870.
- Kaiser Karls IV. Hoflager in Lübeck. In: Hansische Geschichtsblätter 1873, S. 109–141.
- Carl Julius Milde in seiner Wirksamkeit für Lübecks Kunst und Alterthum. Lübeck: Grauthoff, 1876.
- Lübeck als Hüterin des Land- und Seefriedens im dreizehnten Jahrhundert. In: Zeitschrift (des Vereins) für Lübeckische Geschichte und Altertumskunde. Lübeck 3 (1876), S. 120–163. (Separat: s. l., ca. 1865, 44 S.).
- Gymnasii Hamburgensis Rectori et Praeceptoribus diem festum A. D. IX. Kal. Jun. quo ante hos trecentos et quinquaginta annos Johannes Bugenhagen ad aedem S. Johannis scholam latinam instauravit. Lübeck: Rahtgens, (1879).
- Die Hansischen Schiffshauptleute Johann Wittenborg, Brun Warendorp und Tidemann Steen. In: Wilhelm Mantels, Beiträge zur lübisch-hansischen Geschichte. Jena: Fischer, 1881. S. 179–229.
- Über die ältesten Lübeckischen Bürgermatrikeln.In: Wilhelm Mantels, Beiträge zur lübisch-hansischen Geschichte. Jena: Fischer, 1881. S. 55–100.
- Beiträge zur Lübisch-Hansischen Geschichte: ausgewählte historische Arbeiten. Jena: Fischer 1881 (Digitalisat im Internet Archive)

## Ehrungen
Das Gedächtnis an Friedrich Wilhelm Mantels wird heute in besonderer Weise durch den 1995 renovierten und neugestalteten "Mantels-Saal" in der Lübecker Stadtbibliothek wach gehalten. Die Einweihung des wieder zum Leben erweckten Saals erfolgte durch die damalige Kultusministerin Marianne Tidick. Die Festrede hielt Paul Raabe.